# Lípa v Lužici (okres Most)
Lípa v Lužici je památkově chráněná lípa malolistá v obci Lužice v okrese Most. Lípa roste u vchodu do hřbitova v jihovýchodní části obce. Její stáří je zhruba 360 let. Má obvod kmene 4,95 m a výšku 17 m.

## Další vzácné stromy na Mostecku
- Albrechtický dub – zaniklý chráněný dub u bývalé obce Albrechtice
- Borovice Schwerinova v Mostě – chráněný strom
- Dub pod Resslem – chráněný strom
- Jírovec v Šumné u Litvínova – chráněný strom
- Lipová alej v Mostě – chráněná alej u Oblastního muzea v Mostě
- Lípy v Horní Vsi u Litvínova – chráněné stromy
- Lípy v Janově u Litvínova – chráněné stromy
- Lípa v Šumné u Litvínova – chráněný strom
- Lípa v Meziboří (Potoční ulice) – chráněný strom
- Lípa v Meziboří (Okružní ulice) – chráněný strom
- Žeberská lípa – nejstarší strom v okrese Chomutov